# Тежка картечница Викерс
Тежка картечница „Викерс“ или просто картечница „Викерс“ е името на .303 инчовата картечница с водно охлаждане, произвеждана първоначално за британската армия от „Викерс“. Тя е английският вариант на тежката картечница „Максим“. Картечницата обикновено изисква разчет от 6 до 8 души за нормално опериране. Един стреля, един подава боеприпасите, а останалите помагат при преноса на оръжието, амунициите и резервните части. „Викерс“ е основната картечница на британската пехота от приемането ѝ на въоръжение през 1912 г. до самото начало на 1960-те години.

## История
Картечницата има репутация на изключително здрава и надеждна. В книгата Weapons & War Machines Йан Хог описва действията настъпили през август 1916 г., по време на които 100-тна рота от картечния корпус стреля с техните десет тежки картечници Викерс непрекъснато в продължение на 12 часа. През това време те изстрелват един милион патрона и използват сто нови цеви без нито една засечка. „Именно тази надеждност прави Викерс толкова обичан сред всички британски войници, които го използват.“

## Конструкция
Конструкцията на картечницата „Викерс“ се различава от конструкцията на картечницата „Максим“ със следното:
- Затвирът е завъртян на 180 градуса така, че долният спусък е обърнат нагоре; това дава възможност на се намали общата височина и тегло на цевната кутия.
- Капакът на цевната кутия е разделен на две половини: предната половина затваря патронника, а задната половина затваря самата кутия; двете части са фиксирани в една ос.
- Прикладът е сгъваем, закрепен към кутията с два фиксатора (горен и долен).
- Възвратно-бойните пружини са два типа, в комплект към картечницата има обикновено 4 (по 2 пружини от всеки тип), при сменята на които може да се променя темпа на стрелба от 600 до 900 изстрела в минута.

## Принцип на действие
Картечницата „Викерс“ е автоматично оръжие, основано на автоматика с откат на ствола (къс ход). С изстрела барутните газове избутват ствола назад, и с това започва работа механизма за презареждане – той извлича от текстилната патронна лента патрон, бута го в казенника и при това едновременно взвежда затвора. След произведжането на изстрела операцията се повтаря отново. Картечницата има сменяем комплект възвратно-бойни пружини, които позволяват да се води огън с темп от 600 или 900 изстрела в минута, а бойната скорострелност съставлява 250 – 300 изстрела в минута. Спусковата система е само за автоматична стрелба и има предпазител срещу случайни изстрели. Подаването на патрони за картечницата е от текстилна или метална лента с вместимост от 50 до 250 и повече патрони, която се появява по-късно. Прицелното приспособление включва мерник и мушка с правоъгълен връх. На картечниците също така може да се постави оптичен мерник.

## Производство
Викерс е базирана на успешната картечница Максим от края на 19 век. След като закупуват компанията Максим през 1896 г., Викерс вземат дизайна и го усъвършенстват, намаляват теглото и подобряват действието на откатната система с добавянето на дулен ускорител.
Британската армия приема формално картечницата Викерс като стандартно въоръжение на 26 ноември 1912 г., като я използва наравно с наличните модели Максим. Когато започва Първата световна война все още има голям недостик от нея и британския експедиционен корпус е екипиран и с Максим, когато е изпратен във Франция през 1914 г. Всъщност компанията Викерс е заплашвана със съдебни действия заради спекулиране по време на война, поради прекомерно високата цена, която изискват за картечниците. В резултат на това цените са намалени. С напредването на войната и нарастване на наличните бройки, тя се превръща в основна картечница на британската армия и служи на всички фронтове по време на конфликта. Когато се появява леката картечница Люис и се изпраща на въоръжение към пехотата, Викерс започва да се определя като тежка картечница. Тя се изважда се от употреба от страна на пехотата и се формират новия картечен корпус, който я използва (при появата на картечници с калибър 0.5 инча, монтирани на триножник, картечниците от типа на Викерс с калибър .303 инча се превръщат в среден клас). След края на войната картечния корпус е разпуснат и Викерс се връщат при пехотните части. Преди Втората световна война има планове за замяната и. Един от претендентите е 7.92 мм картечница Беса (чешки дизайн), която впоследствие се превръща в стандартната монтирана на танкове картечница за британската армия. Въпреки това Викерс остава на въоръжение в британската армия до 30 март 1968 г. За последен път е използвана в бой при Радфан по време на бунт срещу британските сили в Йемен. Неин наследник е картечницата L7.
Викерс се превръща в стандартно въоръжение на всички английски и френски военни самолети през 1916 г., включително известния Sopwith Camel и SPAD XIII. Картечницата обикновено е била снабдена със синхронизираща предавка позволявайки и да стреля през витлата на самолета. Отвори са пробити във водоизолационния и кожух, за да се охлажда от въздуха вместо от вода, честа практика при самолетите от Първата световна война.
С изместването на въоръжението на изтребители от корпуса към крилата, в годините преди Втората световна война, Викерс със своите платнени ленти е заменен от по-скорострелната картечница Браунинг модел 1919. Няколко британски бомбардировача и изтребителя от Втората световна война разполагат с Картечница Викерс К, която има напълно различен дизайн.

### Разновидности
Разновидност на Викерс (Vickers .50). 0.5"/62 картечница Викерс Марк III с по-голям калибър (0.5 инча) се използва при противовъздушните картечници на британските кораби. Обикновено това са били четири картечници разположени на подвижен лафет с възможност за въртене на 360 градуса и повдигане от +80 до -10 градуса. Лентите са били навити на спирала и разположение в саморазтоварващи се пълнители разположени до всяка картечница. Куршумът е тежи 1.3 унции и е е с ефективен обхват 1500 ярда (1300 м). Те се използват след 1920 г., но на практика се оказват не особено ефективни. Освен нея, в ограничена серия е произвеждана, но не е приета на въоръжение, зенитната картечница Vickers .5 Class D под патрон .5 Vickers HV (12,7×120 мм SR) с дулна енергия 19330 Дж.

## Применение
- Великобритания: на 26 ноември 1912 г. е приета на въоръжение в Британската империя, включая доминионите и колониите, снета от въоръжение във Великобритания през 1968 г., но на въоръжение в британските доминиони остава до началото на 1970-те години[1]

-  Австралия
-  Канада
-  Нова Зеландия

- Индия: след разделянето на Британска Индия, през 1947 г., постъпва на въоръжение в индийската армия
- Ирландия: използва се в хода на войната за независимост, като след края ѝ картечниците остават на въоръжение ирландската армия
- Непал: намират се на съхранение в складовете на военния резерв
- Пакистан: след обявяването на независимостта на Пакистан през 1947 г., постъпват на въоръжение в армията на Пакистан
- Руска империя – след началото на Първата световна война поръчка за картеници „викерс“ под трилинеен винтовъчен патрон е дадена на Великобритания, обаче британската военна промишленост е натоварена с изпълнението на военните поръчки за британската армия и до 1 януари 1917 г. от Великобритания в Русия са доставени само 128 7,62-mm тежки картечници „викерс“[7]
- Бяло движение – използва се от частите на „белите“ в периода на гражданската война[8]
- СССР – през октомври – ноември 1941 г. 120 7,62-mm картечници „викерс“ са предадени от складовете за въоръжаване на войските на Московската обтбранителна зона[9]
- САЩ: през 1915 г. е приета на въоръжение в Армията на САЩ, фирмата „Colt“ получава лиценз за производство и произвежда голям брой картечници „викерс“ модел 1915 и 1918 г. под патрон .30 – 06 и 11 mm за армията на САЩ (индекс U.S. Vickers machinegun, Model 1915 и Model 1918)[10]
- Кралство Италия – в периода 1941 – 1943 г. трофейни 7,71-mm английски картечници Vickers се използват от италианските войски в Северна Африка, известен брой са съхранени в подразделенията след завръщането им в Италия (и след капитуляцията на Италия и разоръжаването на италианските войски от немците, през септември 1943 г., те попадат при италианските партизани)[11].
- Нацистка Германия – в хода на Втората световна война, трофейни картечници влизат на въоръжение в спомагателните военизирани формирования под името 7.7 mm sMG 230(e)
- Финландия: намират се на въоръжение във финската армия до края на Втората световна война и са съхраняват в складовете на мобилизационния резерв до 1956 г[12].

### На въоръжение в други страни
Викерс се е разпространявал свободно и е бил на въоръжение в много страни, като е използвал техните специфични боеприпаси. Например:
- 6.5 мм Италия
- 6.5 мм Арисака Япония
- 6.5x54R Германия
- 7x57 Маузер
- 7.5x55 Швейцария
- 7.62x51 НАТО
- .30 – 06 Спрингфийлд САЩ
- 7.62x54R Русия
- 7.65x53 Маузер
- 8 мм Лебел

Картечницата Викерс е все още на въоръжение в индийските, пакистанските и непалските въоръжени сили, като резервно оръжие, предназначено за използване при извънредни обстоятелства или в случай на големи стълкновения.

## Спецификации
Тежестта на картечницата варира в зависимост от прикачените приспособления, но е най-често между 25 и 30 паунда (11 и 13 кг) и 40 до 50 паунда (18 до 23 кг) с поставен триножник. Сандъците за амуниции за лентите от по 250 патрона са тежали 22 паунда (10 кг) всеки. За предпазване от прегряване, тя е изисквала около 4.3 литра вода за изпарителната охлаждаща система. Топлината от цевта загрява водата разположена в заобикалящия я кожух. Образуваната пара преминава през пластична тръба до кондензатора. Това има две предимства – първо не издава разположението на картечницата и второ позволява преизползване на водата, което е важно безводна среда.
Като част от въоръжението на британската армия Викерс среля със стандартните .303 инчови (7.7 х 56 мм) патрони използвани от карабината Лий Енфийлд, които най-често е трябвало да бъдат ръчно зареждани в платнените ленти за амуниции. Освен това има и 0.5 инчова (12.7 мм) версия използвана като противовъздушно оръжие и различни други калибри произвеждани за чуждестранни купувачи. Някои английски танкове от началото на Втората световна война са екипирани с 0.5 инчовата разновидност на Викерс.
Картечницата е с дължина 3 фута и 8 инча (1.1 м) и цикличния и режим на стрелба е постигал между 450 и 600 изстрела в минута. На практика от нея се е очаквало 10000 изстрела на всеки час и цевта да бъде сменяна на всеки час – операция отнемаща две минути на подготвен екип. При използването на патрони Марк 8, аеродинамичен куршум, тя е можело да бъде използвана срещу цели на разстояние приблизително 4500 ярда (4.1 км).